# Peter Magnusson (fotbollsspelare)
Peter Magnusson, född 16 juli 1984, är en svensk före detta fotbollsspelare (försvarare), som senast spelade för Vasalunds IF.
Innan Magnusson skrev på för Djurgårdens IF år 2008 (där han hade kontrakt till den 31 december 2010) så har han i tur och ordning representerat Spårvägens FF, Hammarby TFF, och Vasalunds IF. 
I Hammarbys ungdomslag skördade han stora framgångar med den duktiga 84-kullen där även Haris Laitinen, Fredrik Stoor, Nadir Benchenaa och Erkan Zengin spelade. Den sistnämnde var visserligen ett år yngre men spelade ändå med 84:orna. De vann bland annat S:t Erikscupen 1996-99, svenska kvalet till Nike Cup 1999 och var därmed Sveriges representanter i slutspelet som spelades i italienska Reggiana. I gruppspelet mötte de tyska BV Borussia 09 Dortmund (6-5 efter straffar, 0-0 vid full tid), irländska S:t Josephs Boys (2-0) och AC Roma (1-0) och vann sin grupp. Det blev till slut en sjätteplats efter förlust i kvartsfinalen mot skotska Heart of Midlothian FC (3-4 efter straffläggning, 1-1 vid full tid) och placeringsmatcher mot finska FC Inter (2-0) och BV Borussia 09 Dortmund (0-2). 

## Allsvensk karriär (2008–2009)
Han debuterade för Djurgårdens IF (DIF) i Allsvenskan mot Trelleborg på Vångavallen den 6 juli 2008 när han bytte av Mikael Dahlberg i den 88:e spelminuten, knappt en vecka efter att han skrev på för DIF. Hans stora genombrott kom dock i segermatchen borta mot Malmö FF den 10 augusti då han fick chansen från start och tog den, DIF vann matchen med 2-1 och Magnusson var mycket bra i mittlåset tillsammans med Toni Kuivasto.

## Finska och norska ligan (2010–2012)
I mitten av februari 2010 kom Magnusson och Djurgården överens om att riva kontraktet (som gällde till och med hela säsongen 2010), vilket innebar att han lämnade klubben kontraktslös. Inför säsongen 2010 skrev Magnusson på för finska klubben HJK Helsingfors, som tidigare Djurgårdsspelaren Aki Riihilahti anslutit till sommaren 2009. I november 2010 gick kontraktet ut och Magnusson blev därmed kontraktslös. Den 28 februari 2011 skrev Magnusson på ett 2-årskontakt (2011 + 2012) med norska klubben Sandefjord Fotball .

## Seriematcher / mål
- 2017: 22 / 0 (för Vasalund)
- 2016: 22 / 1 (för Vasalund)
- 2015: 25 / 2 (för IK Brage)
- 2014: 24 / 0 (för IK Brage)
- 2013: 27 / 3 (för IK Brage)
- 2012: 10 / 0 (för IK Brage)
- 2011: 13 / 1 (Sandefjord)
- 2010: 15 / 0 (för HJK)
- 2009: 13 / 0 (för DIF)
- 2008: 11 / 0 (för DIF)
- 2007: 26 / 2 (för Vasalund)
- 2006: 25 / 1 (för Vasalund)

## Klubbar
- Vasalund (2016–2017)
- IK Brage (2012–2015)
- Sandefjord Fotball (2011–2012)
- HJK Helsingfors (2010)
- Djurgårdens IF (2008–2009)
- Vasalund (2006–2008)
- Hammarby IF (1996-2005)
- Spårvägen (moderklubb)